# Оркестр Державної служби України з надзвичайних ситуацій
Оркестр Державної служби України з надзвичайних ситуацій — естрадний колектив, що є підрозділом управління забезпечення оперативно-рятувальної служби цивільного захисту Державної служби України з надзвичайних ситуацій.
Оркестр проводить концертні програми з нагоди державних свят, знаменних дат і подій. Бере участь в проведенні міжнародних та всеукраїнських фестивалів, конкурсів та інших культурних заходів за дорученням керівництва ДСНС України.

## Історична довідка
У грудні 1999 року наказом міністра України з надзвичайних ситуацій і в справах захисту населення від наслідків Чорнобильської катастрофи був створений Окремий показовий оркестр МНС України. Засновником та першим начальником оркестру став майор Сергій Пламаділ. Творчу палітру музичного різноманіття разом з музикантами оркестру вимальовували диригенти Анатолій Козлов, Володимир Конончук.
У 2004 році Окремий показовий оркестр було переформовано у Центр культури і мистецтва МНС України. Начальником Центру був призначений Заслужений працівник культури України Микола Середюк.
У 2006 році Центр культури і мистецтв переформований у Центр музичного мистецтва МНС України. Співпраця з сучасними композиторами, сучасні аранжування народили ідею створення естрадного оркестру Центру музичного мистецтва.
У 2010 році Центр музичного мистецтва шляхом з'єднання став одним з підрозділів управління забезпечення оперативно-рятувальної служби цивільного захисту ДСНС України.
З 2013 року начальником (художнім керівником) та головним диригентом призначений капітан служби цивільного захисту Руслан Симоненко. Заступником начальника, диригентом — Валерій Іванцов. На базі Центру у складі естрадного оркестру був створений біг-бенд, диксиленд, кавер-гурт, фольк-гурт, вокально-інструментальний ансамбль. Введений та реалізований план тематичного плац-дефіле. Це надало змогу участі у багатьох фестивалях духових оркестрів.
Наприкінці 2018 року Центр музичного мистецтва реорганізовано в оркестр Державної служби України з надзвичайних ситуацій управління забезпечення оперативно-рятувальної служби цивільного захисту.

### Хронологія перейменувань і реорганізацій

Шеврон оркестру Державної служби України з надзвичайних ситуацій

- 01.12.1998 — Окремий показовий оркестр Міністерства України з питань надзвичайних ситуацій та у справах захисту населення від наслідків Чорнобильської катастрофи.
- 29.01.2004 — Центр культури і мистецтв МНС України.
- 11.08.2006 — Центр музичного мистецтва МНС України.
- 16.12.2010 — Центр музичного мистецтва загону забезпечення МНС України.
- 20.11.2018 — Оркестр управління забезпечення оперативно-рятувальної служби цивільного захисту ДСНС України.

## Керівництво
- З 09.02.1999 по 07.05.2004 — майор Пламаділ Сергій Васильович.
- З 01.04.2004 по 30.06.2006 — Заслужений працівник культури України Середюк Микола Васильович.
- З 14.09.2006 по 27.03.2013 — Заслужений артист України полковник Пламаділ Сергій Васильович.
- З 27.03.2013 по теперішній час — підполковник служби цивільного захисту Симоненко Руслан Олександрович[1]

## Диригенти
- Козлов Анатолій Олексійович
- Конончук Володимир Остапович
- Іванцов Валерій Іванович

## Склад оркестру
На базі оркестру діють:
- Біг-бенд
- Диксиленд «Vabank» (керівник Валерій Молодець)
- Фольк-гурт «Вихиляс» (керівник Василь Волощук)
- ВіА «Vivo» (керівник Олексій Козарев)
- Солісти-вокалісти оркестру Василь Волощук, Оксана Барняченко (псевд. Оксана Радул) та ін.

## Персоналії
За час існування колективу присвоєно почесне звання Заслуженого артиста України начальнику Окремого показового оркестру МНС України полковнику Пламаділу С. В., артисту-солісту, провідному майстру сцени Волощуку В. М..

## Творчі досягнення
- Лауреат фестивалю-параду оркестрів пожежної охорони (Польща, Варшава, 2003);
- Лауреат фестивалю військових оркестрів «MusicParade» (Німеччина, Ганновер, 2007);
- Володар Гран-прі серед професійних колективів фестивалю духової музики «Фанфари Ялти» (Ялта, 2013)[3];
- Дипломант фестивалю «Духовні джерела» (Київ, 2015);
- Лауреат першого ступеня етно-джазового фестивалю «Флюгери Львова» (Львів, 2016);
- Лауреат Всеукраїнського джазового фестивалю «Зимові джазові зустрічі ім. Є.Дергунова» (Київ, 2016, 2017);
- Лауреат першого ступеня джазового фестивалю «Осінній джазовий марафон» (Київ, 2016);
- Дипломант фестивалю «Відродження українського села, його культури та духовності» (Чернігів, 2016, 2017);
- Дипломант фестивалю духових оркестрів «Сурми України» (Суми, 2017, 2018)[4];
- Дипломант фестивалю «Дзвенить оркестрів мідь» (Клевань, 2018)[5];
- Дипломант III Всеукраїнського фестивалю військових духових оркестрів (Чернігів, 2018 рік)[6];
- Дипломант героїко-патреотичного фестивалю «Під прапором Тризуба» (Боярка, Київська область, 2019);
- Дипломант I фестивалю військових біг-бендів «Jazz в погонах» (Київ, 2019);
- Дипломант IV Всеукраїнського фестивалю військових духових оркестрів «Ми єдині» (Житомир, 2018, 2019)[1]

## Галерея

Оркестр Державної служби України з надзвичайних ситуацій на параді біг-бендів у Києві у 2016 році
Оркестр Державної служби України з надзвичайних ситуацій на фестивалі «Дзвенить оркестрів мідь» у місті Рівному у 2018 році
Оркестр Державної служби України з надзвичайних ситуацій на святкуванні Дня рятівника у місті Києві у 2019 році